# Черемха (Підляське воєводство)
Черемха (Черемуха, пол. Czeremcha) — село в Польщі, у гміні Черемха Гайнівського повіту Підляського воєводства. Центр гміни.

## Географія
Черемха розташована у Гайнівському повіті, у прикордонній зоні, за чотири кілометри від прикордонного переходу між Польщею та Білоруссю в Половцях.

## Історія
Колишня назва Ожарово — від імені роду Ожаровичів, млинарів Більського староства, які згадуються у XVI столітті.

## Населення
Згідно з переписом населення 2002 року у селі мешкало понад 2,5 тисячі жителів, з них 120 — українців. Українська мова викладається у початковій школі з 1995 року.

## Культура
У 1986 році у Черемсі було засновано гурток Українського суспільно-культурного товариства, у селі відбуваються українські фольклорні заходи.
Зокрема, тут проводилися: XIX фестиваль багатьох культур і народів, у якому брали участь гурти Kozak System та The Ukrainians, місцевий гурт «Черемшина», а також польські виконавці — VOO VOO & Trebunie Tutki, Hańba! та Klezmafour (липень 2014), фестиваль української культури «Підляська осінь», організований Союзом українців Підляшшя (10-18 жовтня 2015, 24-29 жовтня 2017), регіональний конкурс писанок (24 травня 1997), захід «Польсько-українські музичні зустрічі» та його продовжувач щорічний фестиваль «Джерела української традиції та трансформації» (проводиться Союзом українців Підляшшя).
Діє український співочий колектив «Черемшина» та український дитячий фольклорний колектив «Гілочки».

## Релігія
У селі присутні дві парафії:
- Православна парафія[11], якій належить мурована православна парафіяльна церква на честь ікони Богородиці Достойної[2][11];
- Католицька парафія, якій належить костел Пресвятої Богородиці[11].

## Галерея

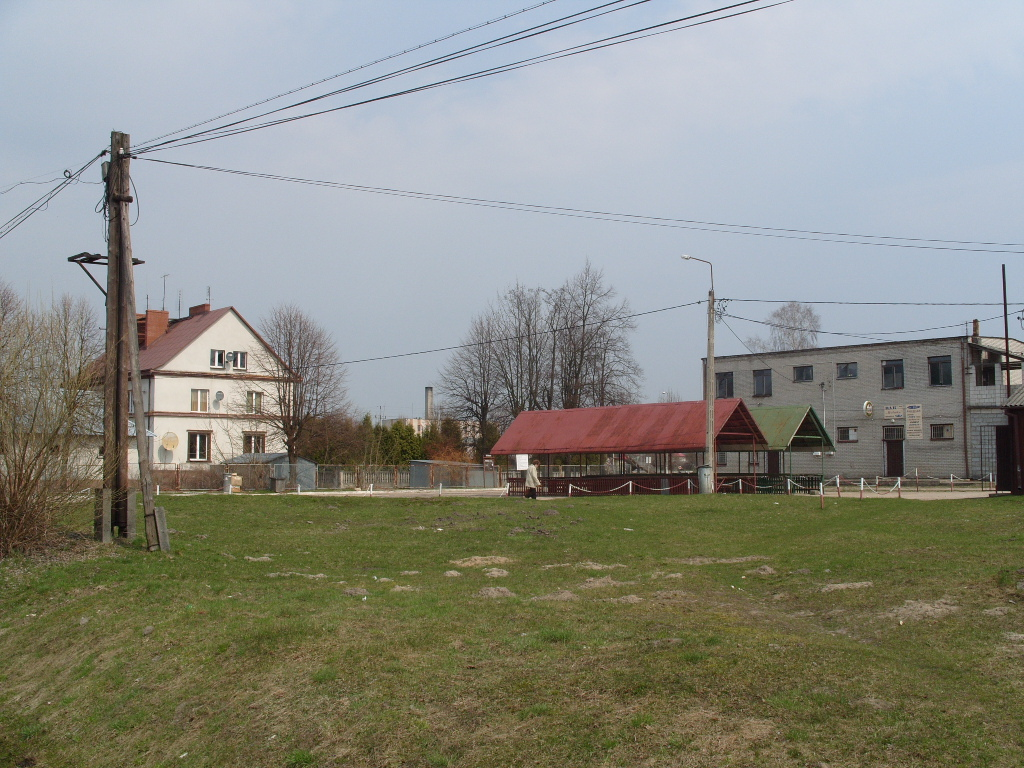
Ринкова площа
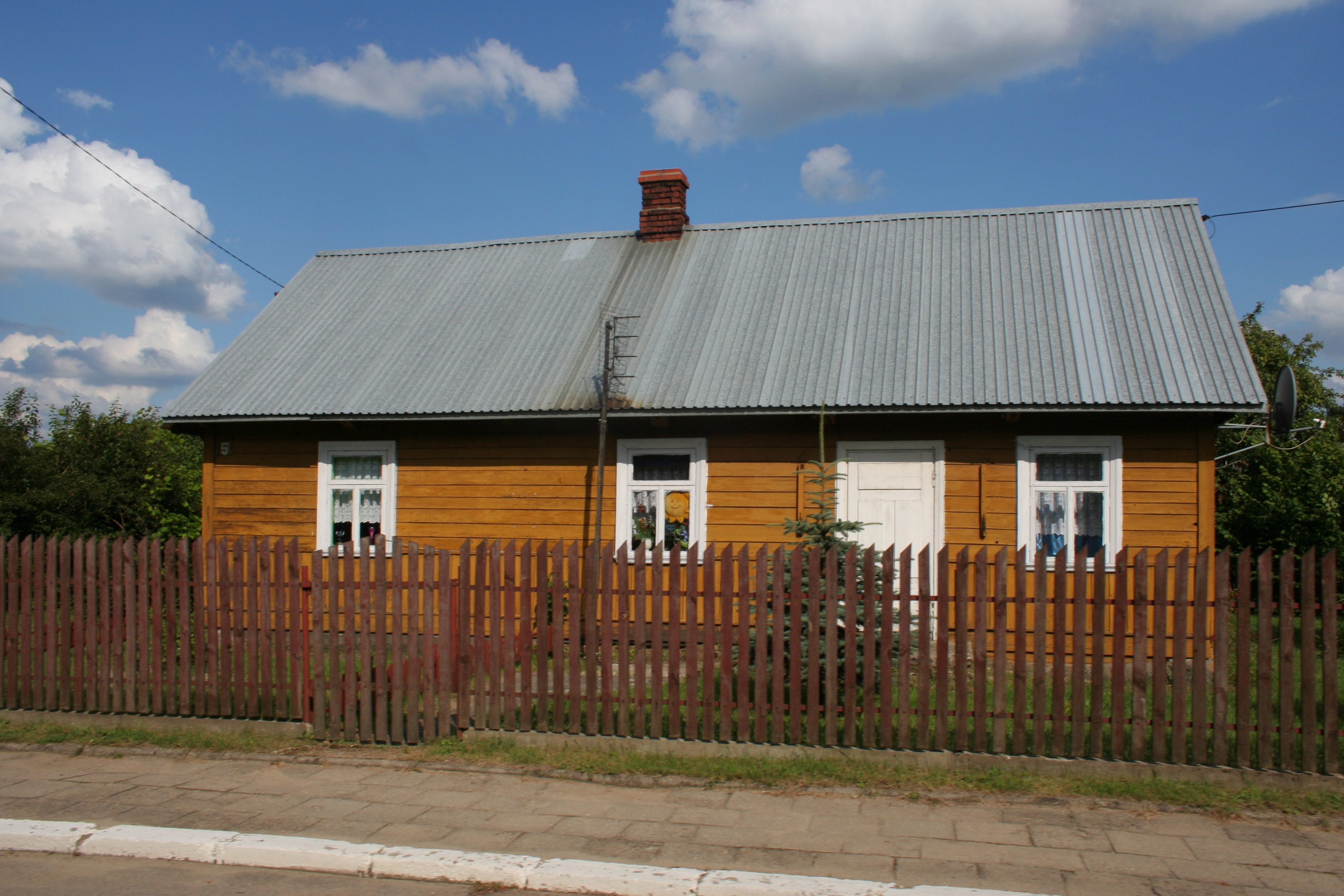
Житловий будинок у селі
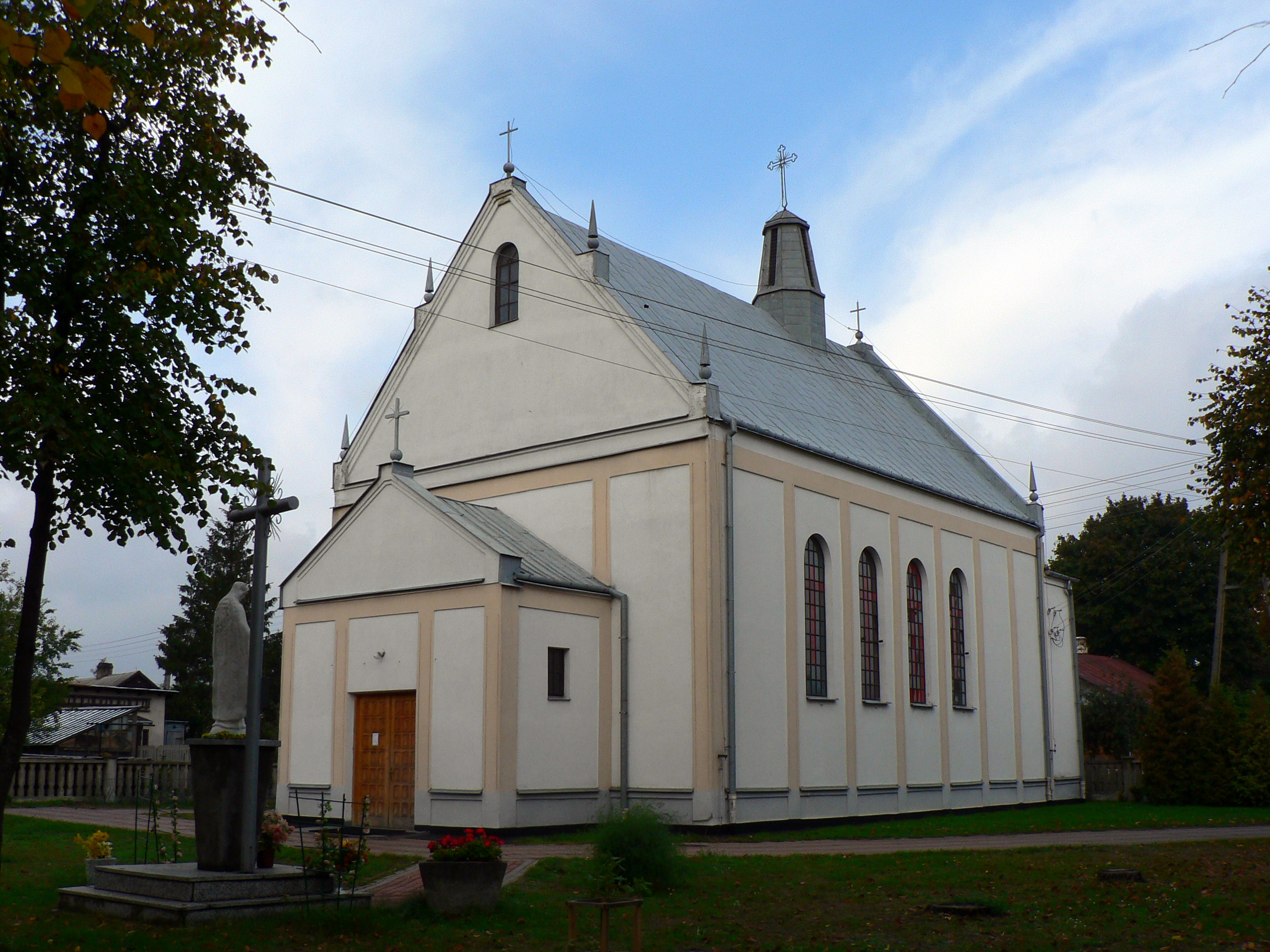
Костел Пресвятої Богородиці
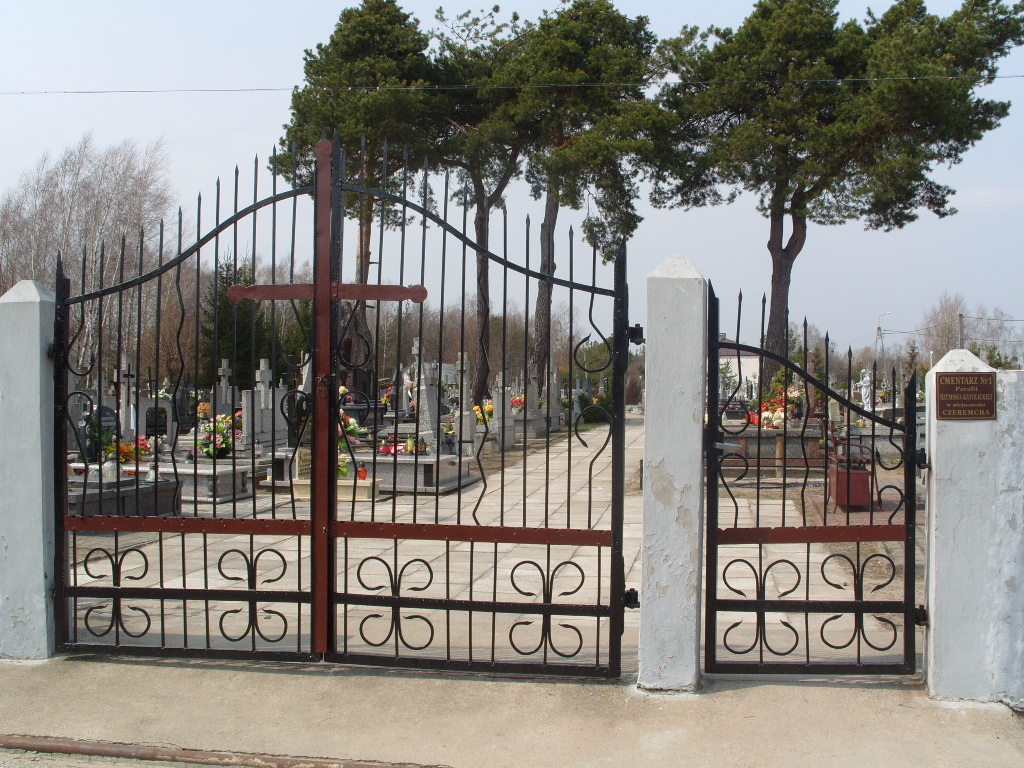
Католицьке кладовище
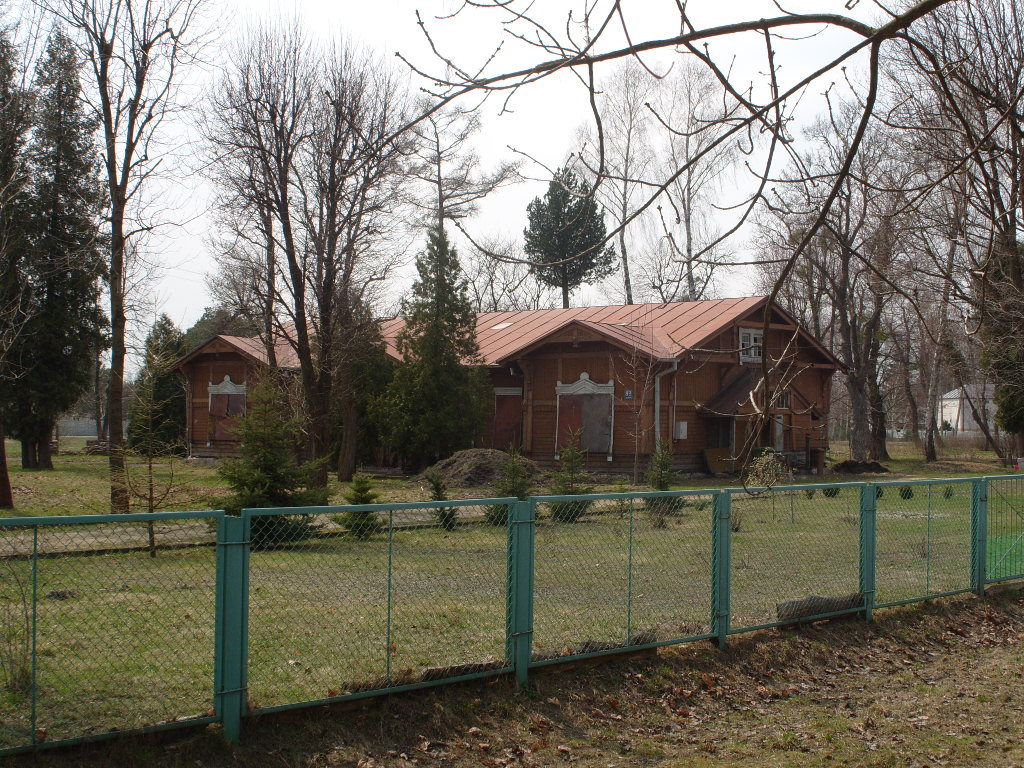
Колишня медична клініка
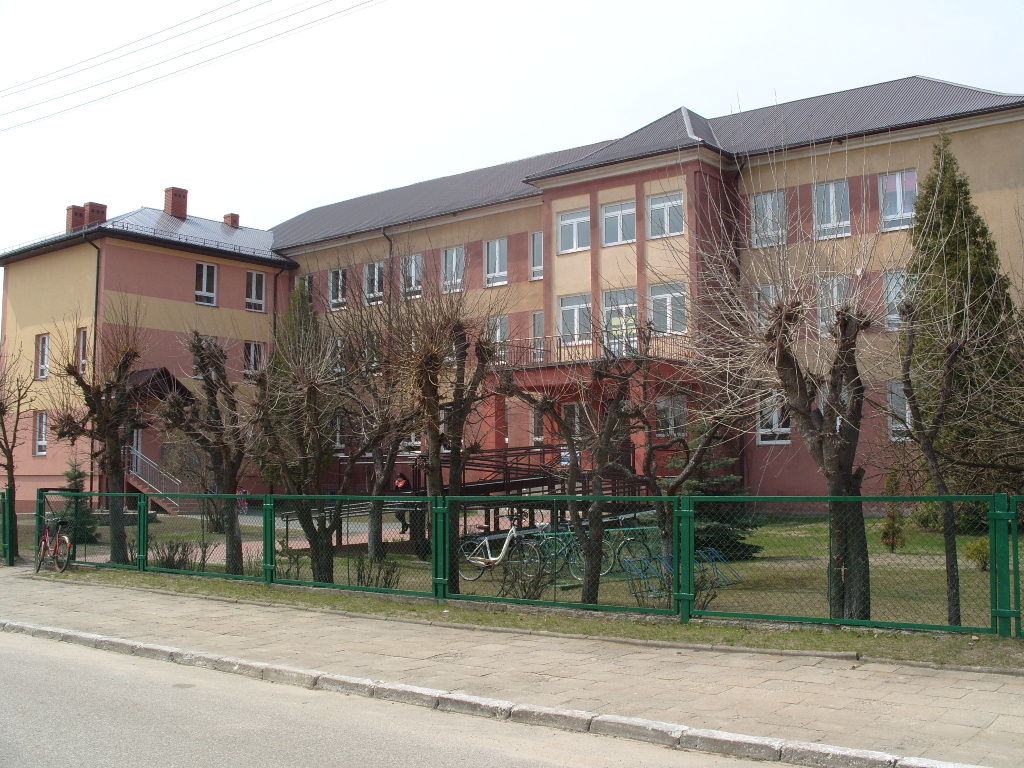
Початкова школа